# Окунь Михайло Осипович
Миха́йло О́сипович О́кунь (рос. Михаил Осипович Окунь, 6 березня (18 березня) 1898, Санкт-Петербург, Російська імперія — 1959, Ленінград, СРСР) — радянський футболіст, тренер і спортивний суддя, заслужений майстер спорту СРСР (1947).

## Футбольна біографія

### Кар'єра гравця
У футбол Михайло Окунь почав грати в команді сьомої гімназії Санкт-Петербурга. З 1915 року виступав за місцеву команду «Меркур».
У 1924—1927 роках грав в «Спартаку», який представляв центральний район Ленінграда. У складі цієї команди ставав чемпіоном Петрограда в 1923 році. У 1921—1925 роках входив до складу збірної Ленінграда, був учасником міжнародних матчів з робочими командами Норвегії, Фінляндії і Швеції. У 1928—1930 роках грав у команді ЛОРПС (Ленінградська обласна рада професійних спілок).

### Тренерська кар'єра
У 1935 році Михайло Окунь тренував збірну команду міста Горький, але вже в липні повернувся в Ленінград, де із серпня 1935 по липень 1938 року був старшим тренером команди «Червона Зоря» («Електрик»). У грудні 1938 року Михайлу Окуню була присвоєна перша тренерська категорія.
У 1939 році очолював «Спартак» (Ленінград), а в 1940—1941 роках був старшим тренером ленінградських динамівців. У травні — червні 1941 у трьох матчах тренував «Зеніт». Після закінчення війни, знову тренував «Динамо» (Ленінград), з яким тричі — у 1940, 1945, 1946 роках, займав 5 місце у чемпіонатах СРСР. 26 квітня 1947 року Михайлу Окуню було присвоєно почесне звання «Заслуженого майстра спорту» (знак № 340).
У 1949 році Окунь отримав призначення на посаду старшого тренера київського «Динамо». Але чемпіонат команда провела не дуже вдало, посівши підсумкове 7 місце, і по закінченні першості Михайло Осипович повернувся в Ленінград.

### Кар'єра футбольного арбітра
Михайло Окунь був одним з перших радянських футбольних арбітрів. Проводити матчі почав з 1918 року, судив ігри чемпіонатів СРСР, РРФСР та інших змагань. Був на керівних постах Петроградської міської колегії суддів, а з 1925 року — член російської республіканської колегії суддів. З 1928 року — серед керівників Всесоюзної суддівської колегії. З 1935 року — суддя всесоюзної категорії. Крім футбольних матчів, судив ігри команд хокею з м'ячем.

## Радіокоментатор
Так само Окунь був одним з перших в СРСР радіокоментаторів. У 1929—1932 роках вів на радіо виробничу гімнастику. У 1931—1948 роках проводив репортажі з футбольних поєдинків і матчів з хокею з м'ячем.
Під час німецько-радянської війни був майором Радянської армії, діставши призначення на посаду командира батальйону видужуючих військовослужбовців у госпіталі. У травні-червні 1942 року був відкликаний з госпіталю для коментування футбольних матчів у блокадному Ленінграді, які проводилися за рішенням командування Ленінградського фронту, щоб показати народу і ворогам — Ленінград живий і сповнений сил.

## Громадська та викладацька діяльність
Нврівні з тренерською та суддівською роботою Окунь також займався громадською діяльністю з організації і пропаганди спорту. У 1925—1928 роках був членом секції спортивних ігор при Ленінградському губкомі фізкультури. У 1929—1934 роках — голова футбольної секції Ленінградської обласної ради фізичної культури (ЛОРФК).
У 1922—1934 роках викладав у Ленінградському Державному педагогічному інституті імені Герцена.

## Досягнення
- Чемпіон Петрограда: (1923)